# Camp Adventure
Camp Adventure er en skov-klatrepark ved Primærrute 54, lidt vest for Sydmotorvejens afkørsel 37 på Sydsjælland. Parken der åbnede i skoven Denderup Vænge i 2013, består af 10 trætop-klatrebaner af forskellig sværhedsgrad, hvor der blandt andet er en 450 m lang svævebane. Banerne har forskellige højder for både børn og voksne (1,5 m - 25 m). I 2019 åbnede Skovtårnet der.

## Skovtårnet
Skovtårnet er et 45 m højt udsigtstårn med form som et timeglas. Indvendigt kan man bevæge sig op og ned ad en 600 m lang spiralformet gangbro. Øverst befinder der sig en cirkelperiferi formet udsigtsplatform der ligger ca. 130 m over havniveau, hvilket gør at man på en klar dag kan se det meste af Sjælland. Tårnet åbnede den 31. marts 2019. Tårnets øverste platform befinder sig 135 meter over havets overflade og er dermed det højest tilgængelige punkt på Sjælland.
Forfatter Hans-Willy Bautz  skrev i 2021 romanen Skovtårnsmordet.